# Мартыненко, Игорь Николаевич
И́горь Никола́евич Мартыне́нко (род. 24 августа 1970) — советский и украинский гребец, выступавший за сборные СССР и Украины по академической гребле в период 1987—1998 годов. Участник четырёх чемпионатов мира, член украинской восьмёрки на летних Олимпийских играх в Атланте.

## Биография
Игорь Мартыненко родился 24 августа 1970 года. Проходил подготовку в Киеве.
Первого серьёзного успеха на международной арене добился в сезоне 1987 года, когда вошёл в состав советской национальной сборной и побывал на юниорском чемпионате мира в Кёльне, откуда привёз награду бронзового достоинства, выигранную в зачёте распашных восьмёрок с рулевым.
После распада Советского Союза представлял на соревнованиях гребную команду Украины. Так, в 1993 году выступил в восьмёрках на чемпионате мира в Рачице, дойдя здесь до финала «Б» и показав в нём второй результат. Год спустя стартовал на мировом первенстве в Индианаполисе, сумел со своим восьмиместным экипажем пробиться в главный финал «А», но в решающем заезде не финишировал. Ещё через год на аналогичных соревнованиях в Тампере вновь соревновался в той же дисциплине, занял второе место в финале «Б».
Благодаря череде удачных выступлений удостоился права защищать честь страны на летних Олимпийских играх 1996 года в Атланте — вместе с командой, куда также вошли гребцы Роман Гриневич, Олег Лыков, Виталий Раевский, Евгений Шаронин, Валерий Самара, Игорь Могильный, Александр Капустин и рулевой Григорий Дмитренко, дошёл в распашных восьмёрках до утешительного финала «Б» и расположился в итоговом протоколе на десятой строке.
После Олимпиады Мартыненко ещё в течение некоторого времени оставался в составе украинской национальной сборной и продолжал принимать участие в крупнейших международных регатах. Так, в 1998 году он побывал на чемпионате мира в Кёльне, где выступил в программе распашных рулевых двоек — прошёл в финал «Б» и там финишировал третьим. По окончании этих соревнований принял решение завершить спортивную карьеру.